# 추간원판탈출증
추간원판탈출증(영어: InterVertebral Disc, 의학: Disc HNP 디스크 에이치엔피[*])은 우리가 흔히 말하는 디스크를 뜻한다. 대표적으로는 요추 추간판 탈출증 (허리디스크), 경추 수핵 탈출증 (목 디스크)등이 있다. 활동이 많은 20대부터 발생하고 40대에 가장 높은 발병 빈도를 보인다. 인간의 척추원반은 20대 이후부터 서서히 수분 감소와 함께 탄력을 잃어가는 노화의 과정을 거친다. 허리에 반복적이고 비정상적인 힘이 계속 가해지거나 갑작스런 충격이 가해지면 척추원반 안의 수핵이 주변의 인대구조(섬유륜)를 뚫고 탈출이 일어난다. 이에 따라 다리로 내려가는 척추의 신경근이 압박을 받거나 주변 관절에 무리를 주게 돼 심한 요통과 궁둥신경통(하지방사통)이 발생한다.

## 증상

### 허리 (요추)
요통과 함께 다리가 아프고 저린 방사통을 느낀다. 탈출된 추간판이 신경근을 자극하게 되어 신경근이 분포하는 다리에 감각 이상이 초래된다. 안쪽 발등에 감각 이상을 호소하고, 발등의 외측에 감각 이상을 호소한다. 대개 감각 저하나 무감각을 호소하지만 통각 과민으로도 나타난다. 근력 또한 약해져서 족부 신전근이 쇠약해지고 이 때는 발 뒤꿈치로 걷는 것이 어려워진다.
드문 경우이나, 돌출된 수핵이 크고 중앙에 위치한 경우 대소변 기능이나 성기능 장애 및 하지 마비가 올 수 있다.

### 목
뒷목 및 어깨 상부의 통증이 가장 흔한 증상이며, 병이 발생한 부위에 따라 어깨와 팔의 통증이나 약화가 발생하기도 하고, 심한 경우 척수에 손상을 줘서 다리의 힘이 약해지거나 마비가 발생하기도 한다.

## 치료

### 허리 (요추)
허리 디스크의 치료 방법은 크게 안정 가료, 물리치료(의학: PT 피티[*]) 등의 보존적 치료(의학: Conservative Treatment 컨저바티브 트리트먼트[*]), 칼을 안대는 수술(비관혈적 수술), 칼을 대는 수술 (관혈적 수술)의 세 가지로 나눌 수 있다.

### 목
초기에는 약물 치료와 물리치료(의학: PT)를 적절히 시행하면서 증상의 완화를 관찰한다. 본 방법에 효과가 없을 경우 침습적인 치료를 시행한다. 수술적 치료 전에 흔히 뼈 주사라고 하는 신경 차단술을 시행하기도 한다. 신경 차단술은 통증을 유발하는 신경에 주사를 통해 직접 약을 주입하는 방법으로 이는 근본적으로 병을 치료한다기 보다는 통증 완화, 염증 완화에 목적을 둔 치료 방법으로 효과는 일시적이며 필요 시 추가로 시술이 가능하다. 그러나 스테로이드를 사용하는 경우 3개월에 한번 정도만 시술이 가능하다.
수술적 치료는 앞으로 목을 절개해서 해당 디스크를 제거하고 뼈를 하나로 유합하는 방법, 인공 디스크를 삽입하는 방법이 있으며, 최근에는 내시경을 이용해서 빠져 나온 수핵만을 제거하는 내시경 수술 방법이 개발되어 있다.